# Кахулуи
Кахулуи (гав. Kahului, англ. Kahului) — город на острове Мауи Гавайского архипелага, третий по числу населения в штате Гавайи.
В пригороде находится главный аэропорт округа Мауи (Аэропорт Кахулуи), город располагает глубоководной гаванью, развита лёгкая промышленность. Численность населения по переписи 2010 года составляет 26337 человек.
Кахулуи — центр розничной торговли для жителей Мауи, в нём находятся несколько торговых центров и крупных магазинов (включая универмаги в Центре королевы Каахуману); другие значительные скопления магазинов находятся в Лахаине и Ваилее.
Кахулуи не считается туристическим городом, но имеет свои достопримечательности: Музей сахара Александра и Болдуина, Государственный заповедник живой природы Пруд Канаха, Пляжный парк Канаха и культурный центр искусства Мауи.

## Географическое расположение
Кахулуи находится на 20°52’54" северной широты и 156°28’3" западой долготы (20.881756, −156.467446).
По данным Бюро переписи населения Соединённых Штатов, город имеет общую площадь 42,3 км², из которых 39,3 км² занимает суша и 3 км² — вода (7,16 % от общей площади).
Кахулуи непосредственно примыкает к Ваилуку, расположенным на западной стороне города.

## Климат
Поселение относится к тропической климатической зоне с сухим летним сезоном.
| Показатель                    | Янв. | Фев. | Март | Апр. | Май  | Июнь | Июль | Авг. | Сен. | Окт. | Нояб. | Дек. | Год  |
| ----------------------------- | ---- | ---- | ---- | ---- | ---- | ---- | ---- | ---- | ---- | ---- | ----- | ---- | ---- |
| Абсолютный максимум, °C       | 32,2 | 31,6 | 32,2 | 32,7 | 33,3 | 34,4 | 35,0 | 36,1 | 35,5 | 35,5 | 33,8  | 32,2 | 36,1 |
| Средний суточный максимум, °C | 27,0 | 27,0 | 27,4 | 28,0 | 29,1 | 30,1 | 30,6 | 31,1 | 31,1 | 30,4 | 28,9  | 27,5 | 29,0 |
| Средняя температура, °C       | 22,2 | 22,1 | 22,7 | 23,3 | 24,3 | 25,5 | 26,1 | 26,5 | 26,2 | 25,6 | 24,4  | 22,9 | 24,3 |
| Средний суточный минимум, °C  | 17,4 | 17,2 | 18,0 | 18,7 | 19,5 | 20,8 | 21,7 | 21,8 | 21,3 | 20,8 | 20,0  | 18,3 | 19,6 |
| Абсолютный минимум, °C        | 8,8  | 10,0 | 10,5 | 12,2 | 13,3 | 14,4 | 14,4 | 16,1 | 15,0 | 14,4 | 12,7  | 11,1 | 8,8  |
| Норма осадков, мм             | 72   | 48   | 62   | 39   | 18   | 5    | 12   | 12   | 9    | 30   | 55    | 85   | 447  |
| Источник:                     |      |      |      |      |      |      |      |      |      |      |       |      |      |

## Известные жители
В Кахулуи родился многократный победитель американских чемпионатов по дрэг-рейсингу и участник чемпионата мира Формулы-1 Дэнни Онгейс.